# N-330
La N-330 és la carretera que enllaça Alacant amb França, passant per l'Aragó.

## N-330 al País Valencià i Castella-la Manxa
La N-330 ix d'Alacant en direcció Almansa, encara actualment ha sigut desdoblada i reanomenada com a A-31 fins a Almansa. Creua la N-430, ja com carretera nacional i prosseguint en direcció nord fins a Requena passant per Aiora i Cofrents, posteriorment és necessari prendre l'A-3 fins a l'eixida 278 Utiel-Terol i prendre la variant que voreja a Utiel pel nord. Aleshores la carretera va en direcció a Ademús passant per Sinarcas, Talayuelas, Landete i Santa Cruz de Moya. Travessa el Racó d'Ademús i a continuació s'endinsa a l'Aragó.

## N-330 a l'Aragó
Seguint la ribera del Túria, entre bellíssimes formacions rocoses i paratges, la N-330 arriba a Terol, on s'uneix amb la N-234 (Sagunt-Burgos) i l'acompanya fins a la primera costera del Port de Retascón, junt a Daroca, on se separen. Només passar el port de Retascón, el de Huerva i el de Paniza, s'arriba a la comarca del camp de Cariñena, i ja seguint el curs del riu Huerva arriba fins a Saragossa.

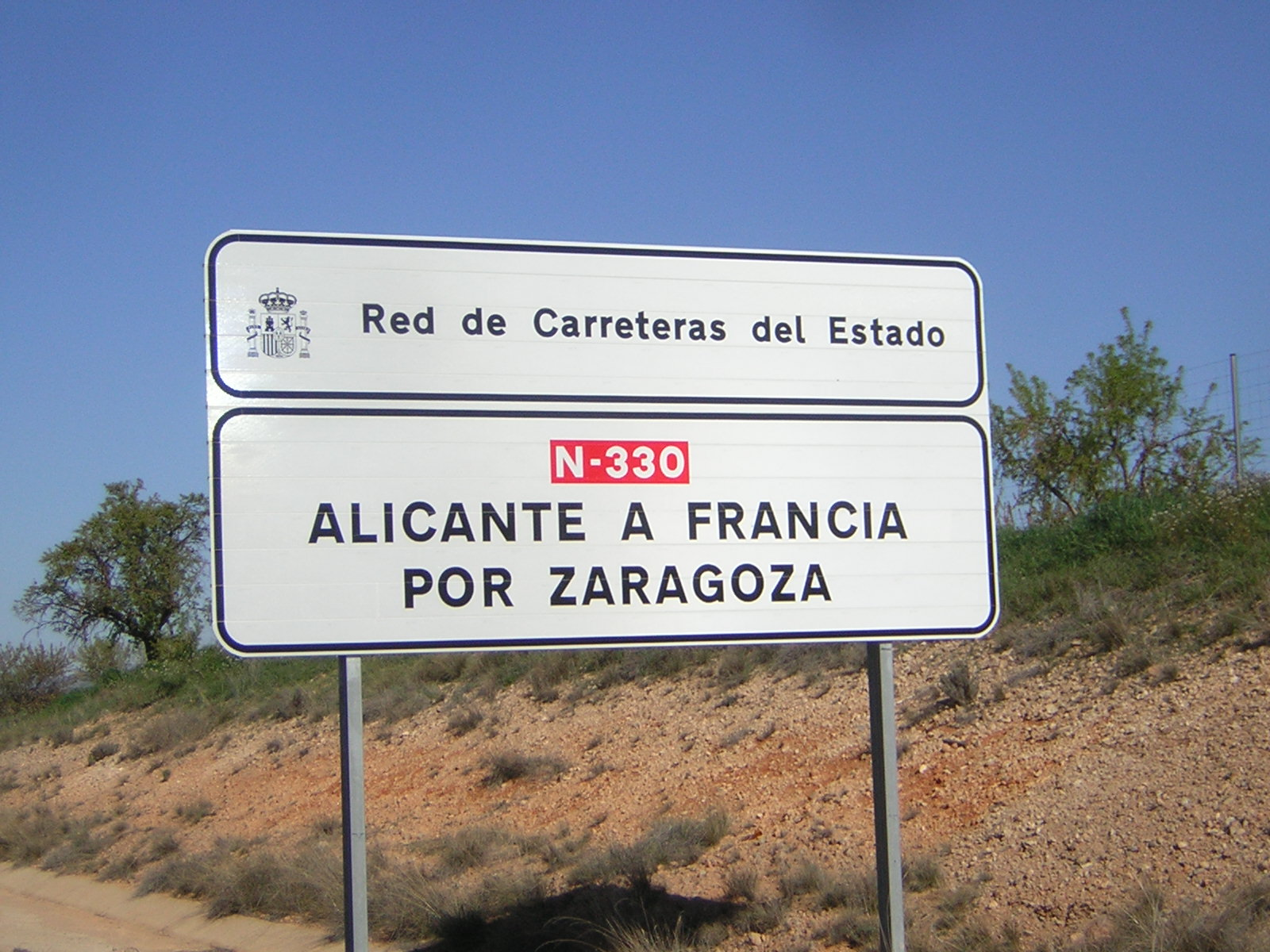
N-330

A l'eixida de Saragossa en direcció nord, la N-330 ha sigut reanomenada A-23 provisionalment fins que s'acaben ls obres d'enllaç de l'A-23 (Autovia mudèjar) amb la Z-40. Arribat al quilòmetre 513, és necessari agafar el desviament per Villanueva de Gállego direcció sud per continuar la N-330, perquè és en eixe punt on se separa definitivament de l'A-23. La N-330 travessa, a més a més de Villanueva, els municipis de Zuera i Almudévar i el pas de l'Hoya, o les corbes de l'Hoya, per a arribar a Osca. Només travessar Osca, la N-330 originàriament anava junt a la N-240 en direcció Ayerbe - Pamplona, per a arribar a Jaca travessant el Port d'Oroel. Actualment, la N-330 travessa la barrera prepirinenca a través del Port de Monrepós, a conseqüència del retraçat de la carretera. És possible travessar el Monrepós per l'antic traçat al seu vessant nord. Una altra alternativa seria tant el port d'Oroel com la N-240 i el port de Santa Bárbara.
Passat el Monrepos, la carretera arriba a Sabiñánigo, localitat industrial del pirineu d'Osca, i d'allí a Jaca. A través de la Avda. de França o de la Variant s'endinsa a la Vall de l'Aragó per a, després de passar per Castiello de Jaca, Villanúa i Canfranc agafar les primeres costeres del port de Somport, per a acabar a la frontera francesa a 1640 metres d'altitud.

## Poblacions i enllaços importants
- Alacant A-31.
- Novelda.
- Elda-Petrer.
- Saix-Alcoi CV-80.
- Villena-Iecla-Ontinyent CV-81.
- Almansa N-430 A-31 A-35.
- Aiora.
- Jarafuel.
- Cofrents.
- Requena N-III A-3.
- Utiel N-III A-3.
- Sinarcas.
- Talayuelas.
- Landete.
- Santa Cruz de Moya.
- Ademús N-420.
- Libros.
- Villel.
- Villastar.
- Terol N-234 N-420 A-23.
- Daroca N-234.
- Carinyena.
- Longares.
- Muel.
- Saragossa N-II N-232 A-2 A-23 A-68 AP-68.
- Villanueva de Gállego.
- Zuera.
- Almudévar.
- Osca A-132 N-240.
- Arguis.
- Sabiñánigo N-260.
- Jaca N-240.
- Canfranc.